# 厚叶黄耆
厚叶黄耆（学名：Astragalus crassifolius）是豆科黄芪属的植物，为中国的特有植物。分布在中国大陆的四川等地，生长于海拔4,000米的地区，多生于石砾山坡和草地，目前尚未由人工引种栽培。